# Surf Mesa
Powell Aguirre (Seattle, Washington; 10 de abril de 2000), conocido artísticamente como Surf Mesa, es un disc jockey y productor de música electrónica estadounidense, quien alcanzó la fama por su sencillo "ILY (I Love You Baby)", una canción que muestra la canción de 1967 "Can't Take My Eyes Off You" de Frankie Valli, que ganó bastante popularidad en la aplicación TikTok.

## Biografía
Aguirre nació en Seattle, y es hijo de Tony Aguirre, un saxofonista de jazz. El estuvo haciendo música desde el tercer grado de primaria,  primero aprendiendo a través de FL Studio y luego a través de tutoriales en YouTube. Comenzó a trabajar en su proyecto Surf Mesa en la secundaria, subiendo música a SoundCloud. Aguirre originalmente planeó mudarse a Arizona para asistir a un programa de ciencias computacionales en una escuela de tecnología, sin embargo, antes de asistir se rompió una pierna y estuvo en cama durante tres meses.  Durante este tiempo, Aguirre finalmente pudo concentrarse completamente en producir música.
Aguirre decidió mudarse a Los Ángeles después de visitar a una chica que le interesaba, ya que se dio cuenta de las oportunidades para los músicos de la ciudad. En el 2019, Aguirre lanzó su sencillo debut "Taken Away" en colaboración con la cantante Alexa Danielle, y su primer EP debut, Bedroom.
En noviembre de 2019, Aguirre lanzó su sencillo "ILY (I Love You Baby)", con la participación de la cantante Emilee, que muestra la canción de 1967 "Can't Take My Eyes Off You", y que luego se hizo viral en la plataforma de compartir videos TikTok, lo que llevó a Aguirre a ser firmado por las discográficas Astralwerks y Universal. Para junio del 2020, la canción se había convertido en un éxito internacional, llegando al top 10 en países como Austria, Alemania, Suiza, Escocia, Países Bajos, Malasia y Singapur, y el top 5 de la lista de Billboard Hot Dance/Electronic Songs.
En junio de 2020, Aguirre lanzó un remix oficial de la canción "Be Kind", del productor de música electrónica Marshmello y la cantante estadounidense Halsey.

## Discografía

### Extended plays
| Título  | Detalles                                                                                      |
| ------- | --------------------------------------------------------------------------------------------- |
| Bedroom | - Lanzamiento: 19 de abril de 2019 - Sello: Surf Mesa - Formatos: descarga digital, streaming |

### Sencillos
| Título                               | Año  | Posiciones en listas | Posiciones en listas | Posiciones en listas | Posiciones en listas | Posiciones en listas | Posiciones en listas | Posiciones en listas | Posiciones en listas | Posiciones en listas | Posiciones en listas | Certificaciones                                    | Álbum     |
| Título                               | Año  | US                   | AUS                  | AUT                  | CAN                  | FRA                  | GER                  | ITA                  | NLD                  | NZ                   | UK                   | Certificaciones                                    | Álbum     |
| ------------------------------------ | ---- | -------------------- | -------------------- | -------------------- | -------------------- | -------------------- | -------------------- | -------------------- | -------------------- | -------------------- | -------------------- | -------------------------------------------------- | --------- |
| "Taken Away" (con Alexa Danielle)    | 2019 | —                    | —                    | —                    | —                    | —                    | —                    | —                    | —                    | —                    | —                    |                                                    | Sin álbum |
| "ILY (I Love You Baby)" (con Emilee) | 2019 | 72                   | 17                   | 5                    | 37                   | 12                   | 7                    | 34                   | 5                    | 16                   | 22                   | - ARIA: Oro - CAN: Platino - SNEP: Oro - RMNZ: Oro | Sin álbum |
| "Somewhere" (con Gus Dapperton)      | 2020 | —                    | —                    | —                    | —                    | —                    | —                    | —                    | —                    | —                    | —                    |                                                    | Sin álbum |

### Remixes
| Título                       | Año  | Otros artistas     | Álbum     |
| ---------------------------- | ---- | ------------------ | --------- |
| "Sleeper (Surf Mesa Remix)"  | 2019 | Subtoll            | Sin álbum |
| "Be Kind" (Surf Mesa Remix)" | 2020 | Marshmello, Halsey | Sin álbum |